# Hviezdoslavov
Hviezdoslavov este o comună slovacă, aflată în districtul Dunajská Streda din regiunea Trnava. Localitatea se află la altitudinea de 126 m deasupra n.m., se întinde pe o suprafață de 10,5 km2 și în 2017 număra 1.577 de locuitori.

## Istoric
Localitatea Hviezdoslavov este atestată documentar din 1921.

## Demografie
| An:                | 1994 | 2004    | 2014     | 2024     |
| ------------------ | ---- | ------- | -------- | -------- |
| Număr de persoane: | 270  | 359     | 974      | 3772     |
| Diferență:         |      | +32,96% | +171,30% | +287,26% |

| An:                | 2023 | 2024   |
| ------------------ | ---- | ------ |
| Număr de persoane: | 3446 | 3772   |
| Diferență:         |      | +9,46% |